# Friends of Science
Friends of Science est une organisation fondée par l'entreprise de relation publiques Fleishman-Hillard en 2002 et basée à Calgary en Alberta. Elle est en grande partie financée par des entreprises pétrolières. Le but de l'organisation est d'influer sur l'opinion publique en niant le consensus scientifique qui établit un lien entre les activités humaines et les changements climatiques et de présenter le Soleil comme cause principale,.

## Campagnes
L'organisation mène des campagnes dans les médias en niant l'existence des changements climatiques. Elle dépense des centaines de milliers de dollars pour installer des panneaux le long des autoroutes canadiennes ainsi que pour diffuser des spots à la radio. En novembre 2014, elle a acheté des panneaux publicitaires au Québec ,.

## Polémiques

### Des dons totalement anonymes
En octobre 2005, Barry Cooper professeur de Science Politiques à l'Université de Calgary,  met sur pied le Science Education Fund à l’Université de Calgary afin de pouvoir obtenir de l’argent de la Calgary Fundation, une fondation charitable de la région de Calgary qui refuse de diffuser le nom de ses donateurs. Les critiques pointent que cette création permettait d’obscurcir la provenance des dons subséquents, exempts de taxe, effectués par des donateurs anonymes. Plusieurs enquêtes journalistiques ont émis des soupçons quant à la proximité financière de Friends of Science avec l’industrie pétrolière,. 

### Des recherches non-scientifiques
En 2007, l'Université de Calgary demande au professeur Barry Cooper de s'expliquer sur ses activités . L'université affirme que l'argent accepté de Friends of Science a été utilisé à des fins partisanes et non scientifiques. L'avocate de l'université, maître Elizabeth Osler, prévient qu’elle ne peut plus accepter de l'argent venant de cette organisation . 

### Financement illégal de campagne politique
Friends of Science est accusé, d'avoir utilisé de l'argent versé via l'université de Calgary d'avoir financé illégalement des campagnes politiques en bénéficiant de déductions fiscales . L'argent a été utilisé en pleine campagne électorale fédérale et un des responsables de Friends of Science, Morten Paulsen, est conseiller proche du premier ministre conservateur Stephen Harper. Le parti libéral demande une commission d'enquête parlementaire . 

### Implication de la multinationale Talisman Energy
En 2011, des journalistes du Calgary Herald découvrent que la multinationale du pétrole Talisman Energy a versé un chèque de 175 000 dollars à l'association ,.